# Alessio Fasano
Alessio Fasano (Salerno, 9 luglio 1956) è un pediatra, gastroenterologo e ricercatore italiano.
È a capo del reparto di Gastroenterologia Pediatrica e Nutrizione al Massachusetts General Hospital di Boston  (MGHfC) della Harvard Medical School, dov'è anche professore di Pediatria. Ha contribuito alla comprensione di alcune malattie autoimmuni, in particolar modo della celiachia.

## Biografia

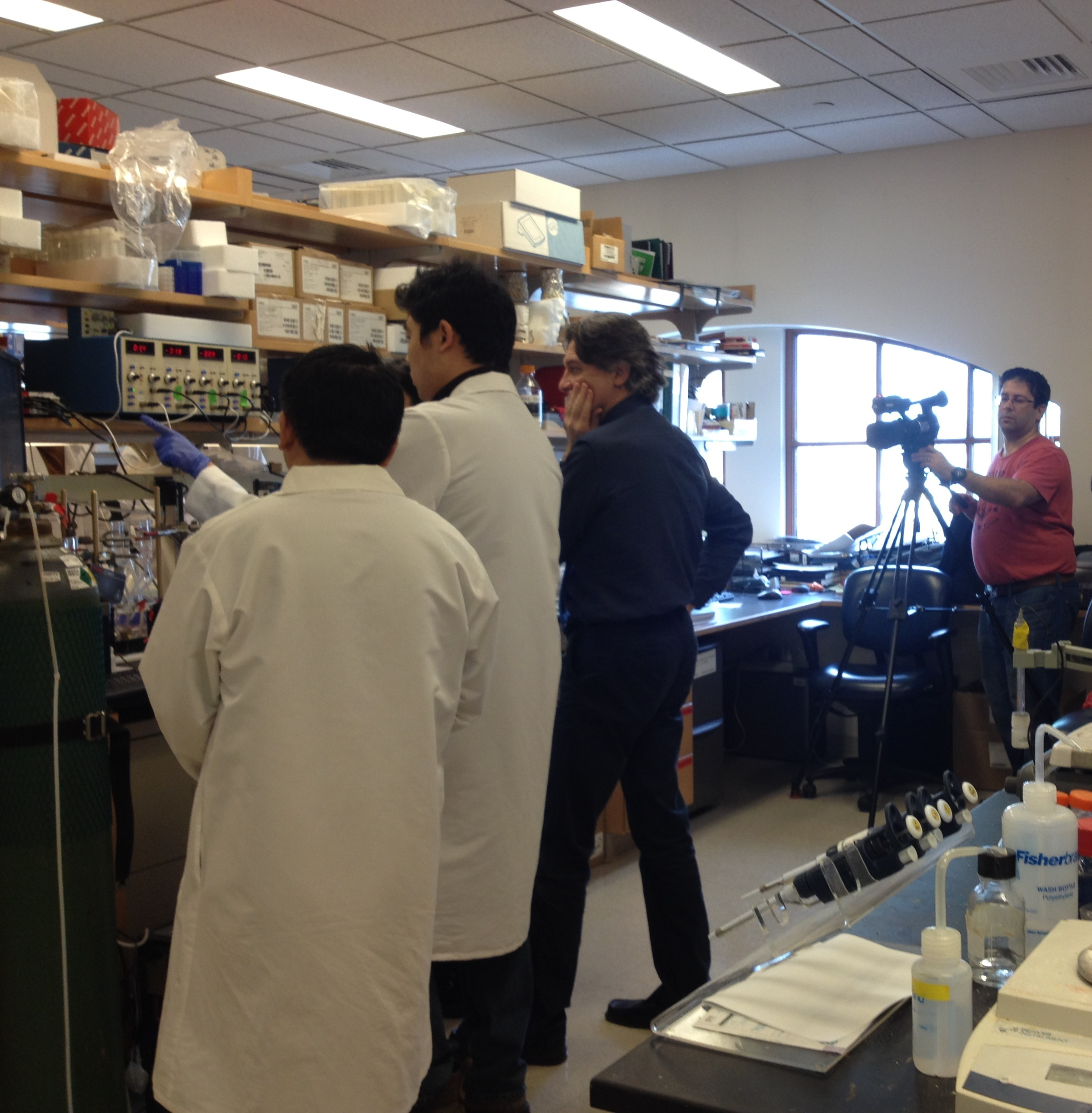
Fasano nel suo Laboratorio al MassGeneral Hospital for Children

Alessio Fasano nasce a Salerno il 9 luglio 1956. Durante l'adolescenza frequenta il liceo scientifico Severi di Salerno per poi intraprendere il corso di laurea in Medicina e Chirurgia presso l'Università Federico II di Napoli, dove si laurea con il massimo dei voti il 16 novembre 1981. Consegue la specializzazione in Pediatria, presso il medesimo ateneo, il 18 febbraio 1986. Pochi anni dopo la laurea, nel 1993, si trasferisce negli Stati Uniti d'America e inizia la sua carriera lavorativa all'Università del Maryland (Baltimora), dove, ricoprirà la carica di primario del reparto di gastroenterologia pediatrica della facoltà di Medicina fino al 2009.
Nel 1993 fonda il Center for Celiac Research alla University of Maryland. Vent'anni dopo, nel 2013, il Centro entra a far parte del MassGeneral Hospital for Children, presso il MIBRC di Boston. Dal gennaio 2013 ricopre la carica di primario del reparto di gastroenterologia pediatrica e nutrizione al MassGeneral Hospital.
Ad Alessio Fasano, e al suo team dell'università della Maryland School of Medicine, va anche il merito di aver scoperto, nel 2000, durante alcuni studi per lo sviluppo di un vaccino per il Colera, la zonulina, una proteina correlata alle aptoglobine. La zonulina è l'analoga dell'enterotossina zonula occludens (Zot) prodotta dal Vibrio cholerae (il batterio del Colera). Questa proteina è responsabile dell'aumento della permeabilità intestinale nell'uomo. Dal 2015 viene stabilito il ruolo della zonulina nella patogenesi della celiachia e del diabete mellito di tipo 1.
Fin dai primi anni 2000 Fasano ha promosso attivamente l'etichettatura degli alimenti "senza glutine negli Stati Uniti, e grazie all'attività dei membri della comunità dei celiaci, degli operatori sanitari e di alcuni leader del Congresso, è stato redatto il Food Allergen Labeling and Consumer Protection Act (FALCPA), che stabilisce in modo definitivo la qualifica di alimenti "senza glutine". Dal 2012, in collaborazione con la Harvard Medical School, coordina il CDGEMM (Celiac Disease Genomic Environmental Microbiome and Metabolomic Study), uno studio multi-centrico attivo al MassGeneral Hospital for Children. Lo studio consiste nel reclutare bambini con un familiare affetto da celiachia, al fine di diagnosticare la malattia fin dall'infanzia.

## Opere

### Libri
- Alessio Fasano, Riccardo Troncone, David Branski Frontiers in Celiac Disease, Karger Publisher, 2008 ISBN 9783805585279
- Alessio Fasano, Geoffrey Holmes, Carlo Catassi,  Fast Facts. Celiac Disease  Health Press, Oxford 2009 ISBN 9781905832675
- Alessio Fasano, A Clinical Guide to Gluten-Related Disorders, Lippincott Williams&Wilki, 2013 ISBN 9781469850467
- Alessio Fasano, Susy Flaherty, Gluten Freedom: The Nation's Leading Expert Offers the Essential Guide to a Healthy, Gluten-Free Lifestyle, John Wiley & Sons, 2014 ISBN 9781681620510
- Alessio Fasano, Senza glutine. La celiachia non si cura, si gestisce, Mondadori, 2017 ISBN 9788804681878
- (PT) Alessio Fasano, Susie Flaherty, Bianca Rocha, Dieta Sem Glúten - Um Guia Essencial Para Uma Vida Saudável, Madras, 2015, ISBN 978-85-370-0963-5.

### Articoli scientifici
- (EN) Alessio Fasano, Celiac Disease Genomic, Environmental, Microbiome, and Metabolomic (CDGEMM) Study Design: Approach to the Future of Personalized Prevention of Celiac Disease, vol. 11, Nutrients, novembre 2015,  pp. 9325-9336, PMID 2656929. URL consultato il 7 gennaio 2018.
- (EN) Alessio Fasano, Zonula Occludens Toxin Structure-Function Analysis,identification of the fragment biologically active on tight junctions and of the zonulin receptor binding domain, The Journal of Biological Chemistry, febbraio 2001,  pp. 19160-19165, PMID 11278543. URL consultato il 7 gennaio 2018.

## Premi
- 2005 finalista per il NIH Director's Pioneer Award[8]
- 2005 Innovator of the Year Award, per lo stato del Maryland
- 2006 Best Academic/Industry Collaboration Award, per il Greater Baltimore Committee[9]
- 2006 Entrepreneur of the Year Award, per la University of Maryland[10]
- 2009 Researcher of the Year Award, per la University of Maryland[11]
- 2010 Arnold Silverman, M.D. Lectureship in Pediatric GI, Hepatology, and Nutrition
- 2011 Influential Marylander in Health Care Award
- 2011 Student Council Faculty Preclinical Award per la University of Maryland School of Medicine
- 2013 Linus Pauling Functional Medicine Award[12]